# Sabelios

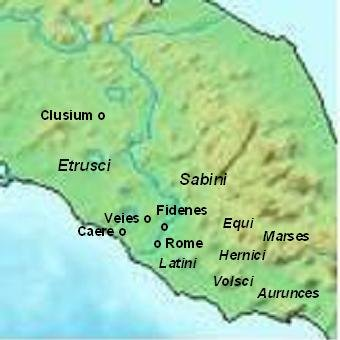
Mapa de asentamientos de pueblos Itálicos

Los sabelios o sabélicos fueron un grupo de pueblos itálicos que habitaron el centro y sur Italia en el momento de la aparición de Roma. El nombre fue aplicado por primera vez por Niebuhr y abarcaba los sabinos, marsos, marrucinos y vestinos. Plinio en un pasaje de su Naturalis Historia dice que los samnitas también son llamados Sabelli,  y esto es confirmado por Estrabón. El término Sabellus se encuentra también en Tito Livio y otros escritores latinos, como una forma de adjetivo para samnita, aunque nunca por el nombre de la nación; pero a menudo también se utiliza, sobre todo por los poetas, simplemente como un equivalente del adjetivo sabino.
También se pueden considerar pueblos sabélicos a los alfaternos, los campanios, los sidicinos, los frentanos, los picenos, los pelignos y los ausonios.